# Magdalena Vicuña de Subercaseaux
Magdalena Vicuña de Subercaseaux   (Xile, 1817 - Santiago de Xile, 12 de març de 1913), nom amb que és coneguda Magdalena Vicuña y Aguirre, va ser una socialité i filantropa xilena.

## Biografia
Va néixer el 1817 en el si d'una família de l'aristocràcia, filla de Francisco Ramón Vicuña Larraín, polític xilè que va ser president interí del país el 1829 i president del Senat, i de Mariana de Aguirre y Boza, filla dels marquesos de Montepío. El 24 de novembre de 1835 amb Ramón Subercaseaux y Mercado, membre del Partit Conservador i senador de 1840 a 1849. Van tenir tretze fills, entre els quals Victoria Subercaseaux Vicuña.
Establerta amb el seu marit a Santiago de Xile, en una casa luxosa i decorada de manera sumptuosa al carrer de Huérfanos, combinà aquesta residència amb la chacra Subercaseaux, a El Llano, una zona aleshores als afores de la capital. Els seus contemporanis la van descriure com una dona vehement, franca, cordial, apassionada de la llar i la família. Va estar, a més, vinculada sempre a grans personalitats del món polític i social, que habitualment assistien a les tertúlies que organitzava a casa seva, on es parlava de política, història i literatura.
En enviudar el 1859, va quedar com a encarregada de la gestió d'una gran fortuna, alhora que continuà amb les reunions socials de casa seva. Vicuña va destacar també pel seu esperit caritatiu i la sensibilitat social, el 1864 va recórrer Europa estudiant l'organització dels establiments de beneficència i el 1879 va fundar un hospital per als ferits de guerra de la Guerra del Pacífic, atès per les seves filles, iniciativa per la qual va rebre la medalla d'honor per part del poble de Santiago. En aquest sentit, va ser membre de l'Associació de Senyores vinculada la Creu Roja xilena, destinada a l'assistència de malalts, ferits i presoners de guerra, especialment durant l'esmentada guerra.
Va ser una ferma defensora de la Revolució de 1891, diàriament enviava als presos polítics de la presó de Santiago un pot de gelats i els visitava acompanyada de les dones de la seva família.
Va morir a Santiago el 1912.

## Llegat
La illa Magdalena de l'arxipèlag dels Chonos va rebre el seu nom en honor a ella, com es feu amb altres illes, que van rebre noms d'altres familiars dels Vicuña-Subercaseaux.